# Bánffytanya (Kolozs megye)
Bánffytanya románul: Borșa-Cătun, falu Romániában, Erdélyben, Kolozs megyében.

## Fekvése
Kolozsborsa (Borşa) közelében fekvő település.

## Története
Bánffytanya (Borşa-Cătun) korábban Kolozsborsa (Borşa) része volt. 1956 körül vált külön településsé 157 lakossal.
1966-ban 130, 1977-ben 116 román lakosa volt. 1992-ben 77 lakosából 76 román, 1 magyar volt. A 2002-es népszámláláskor 79 román lakosa volt.